# مامادو دومبیا (بازیکن فوتبال، زاده ۱۹۸۰)
مامادو دومبیا (انگلیسی: Mamadou Doumbia؛ زادهٔ ۳ دسامبر ۱۹۸۰) بازیکن فوتبال اهل ساحل عاج بود.
از باشگاه‌هایی که در آن بازی کرده است می‌توان به باشگاه ورزشی العربی کویت، باشگاه فوتبال لو مان، و باشگاه فوتبال آسک میموساس اشاره کرد.
وی همچنین در تیم ملی فوتبال ساحل عاج بازی کرده است.